# China Grove (Texas)
China Grove es un pueblo ubicado en el condado de Béxar en el estado estadounidense de Texas. En el Censo de 2010 tenía una población de 1.179 habitantes y una densidad poblacional de 106,61 personas por km².

## Geografía
China Grove se encuentra ubicado en las coordenadas 29°23′35″N 98°20′44″O / 29.39306, -98.34556. Según la Oficina del Censo de los Estados Unidos, China Grove tiene una superficie total de 11.06 km², de la cual 10.99 km² corresponden a tierra firme y (0.61%) 0.07 km² es agua.

## Demografía
Según el censo de 2010, había 1.179 personas residiendo en China Grove. La densidad de población era de 106,61 hab./km². De los 1.179 habitantes, China Grove estaba compuesto por el 84.22% blancos, el 6.19% eran afroamericanos, el 0.85% eran amerindios, el 0.34% eran asiáticos, el 0% eran isleños del Pacífico, el 6.45% eran de otras razas y el 1.95% pertenecían a dos o más razas. Del total de la población el 34.44% eran hispanos o latinos de cualquier raza.